# Aappilattoq (Qaasuitsup)

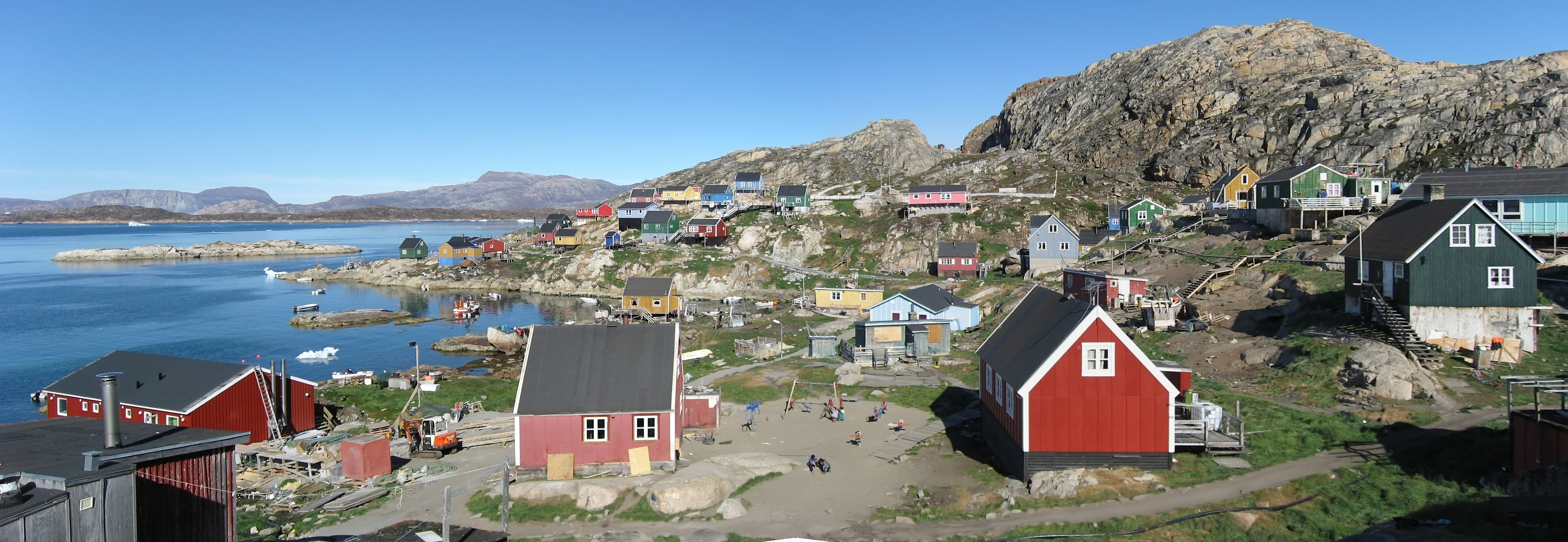
Aappilattoq (Qaasuitsup)

 Aappilattoq  é um assentamento no município Qaasuitsup, Gronelândia. Foi fundada em 1805 e está localizada numa ilha com o mesmo nome. Em 2010 tinha 180 habitantes.

## Transporte
Durante os dias da semana, o assentamento é servido pela Air Greenland, com voos de helicóptero do Heliporto de Aappilattoq para o Aeroporto de Upernavik.

## População
A população de Aappilattoq aumentou muito de 1990 a 2000, desde então, na última década, a população diminuiu.